# Mihama (Mie)
Mihama (jap. 御浜町 Mihama-chō) – miasto w Japonii, na wyspie Honsiu, w prefekturze Mie. Według danych na rok 2020 miejscowość zamieszkiwało 8 079 mieszkańców , a gęstość zaludnienia wyniosła 91,7 os./km².